# Chiesa della Decollazione di San Giovanni Battista (Tione di Trento)
La chiesa della Decollazione di San Giovanni Battista  è una chiesa cattolica situata nel comune di Tione di Trento, in provincia autonoma di Trento; è sussidiaria della parrocchiale di San Brizio di Saone e fa parte dell'arcidiocesi di Trento.

## Storia

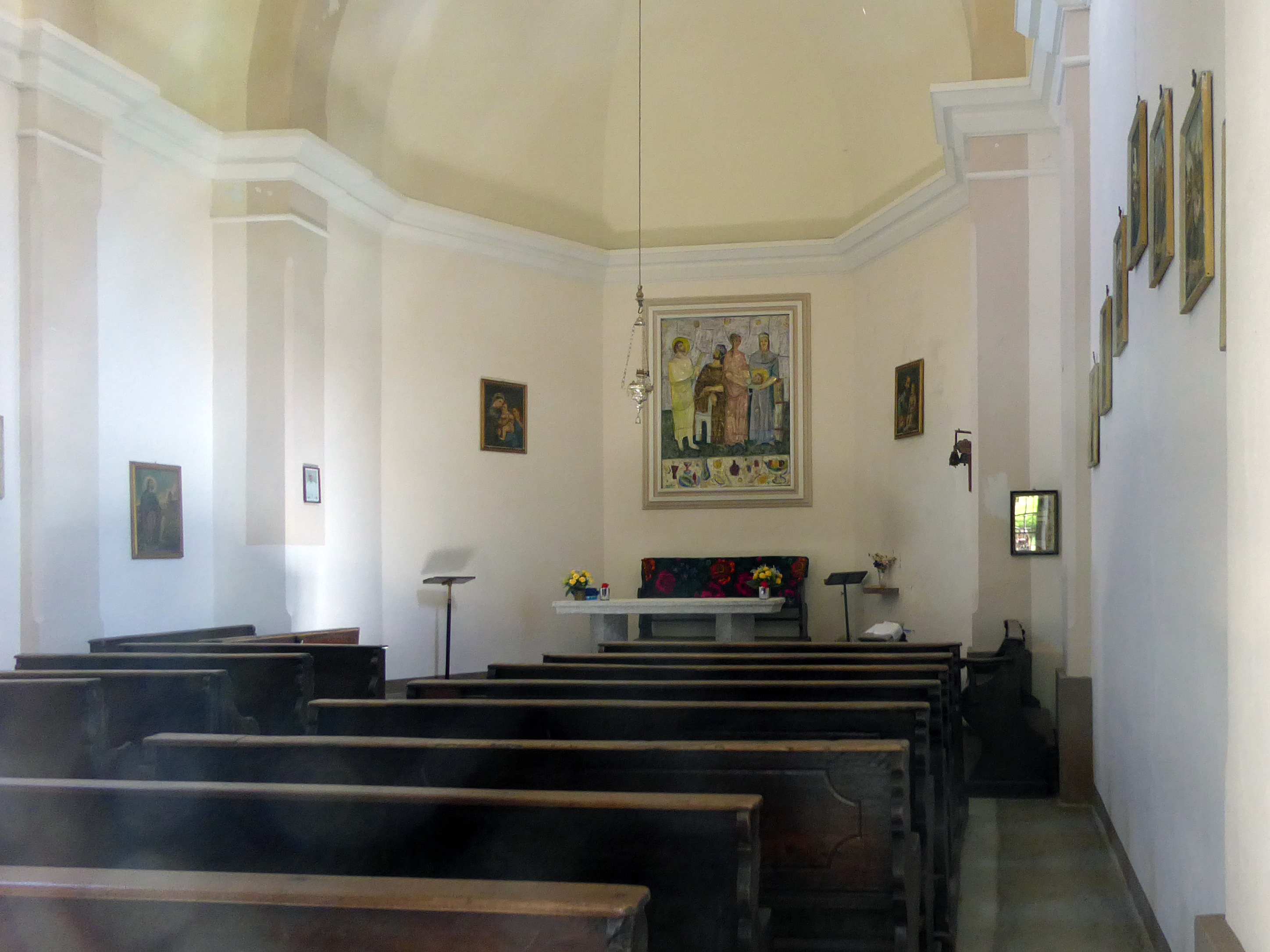
Interno

Una prima chiesa intitolata alla decollazione di San Giovanni Battista sorse sul luogo intorno al 1616; all'epoca si trovava nel villaggio di Villa Inferiore, che venne distrutto da un'alluvione nel 1757 e in seguito abbandonato. Nel 1892 la chiesa venne demolita, e ricostruita nella stessa posizione seguendo un progetto preparato dall'ingegner Giacomo Tamanini già nel 1871; la costruzione, che proseguì grazie alle offerte dei fedeli delle Giudicarie e degli emigrati, venne completata nel 1893, con le ultime rifiniture apportate entro il 1895. Il nuovo luogo di culto venne benedetto da Giovanni Battista Lenzi, parroco del Bleggio, in data 27 agosto 1893.
Fin da subito, l'edificio subì un costante degrado per via delle intemperie; come riportato dal curato don Modesto Bertini, in una richiesta di fondi alla Commissione centrale di Vienna del 1907, il tetto, che era in tegole, aveva dovuto essere riparato ben undici volte in tredici anni. Ulteriori interventi conservativi sono documentati nel 1965 (sempre riguardante il tetto, oltre che la tinteggiatura delle pareti), nel 1974 e nel 1994; nel 1969 ci fu l'adeguamento liturgico del presbiterio.

## Descrizione

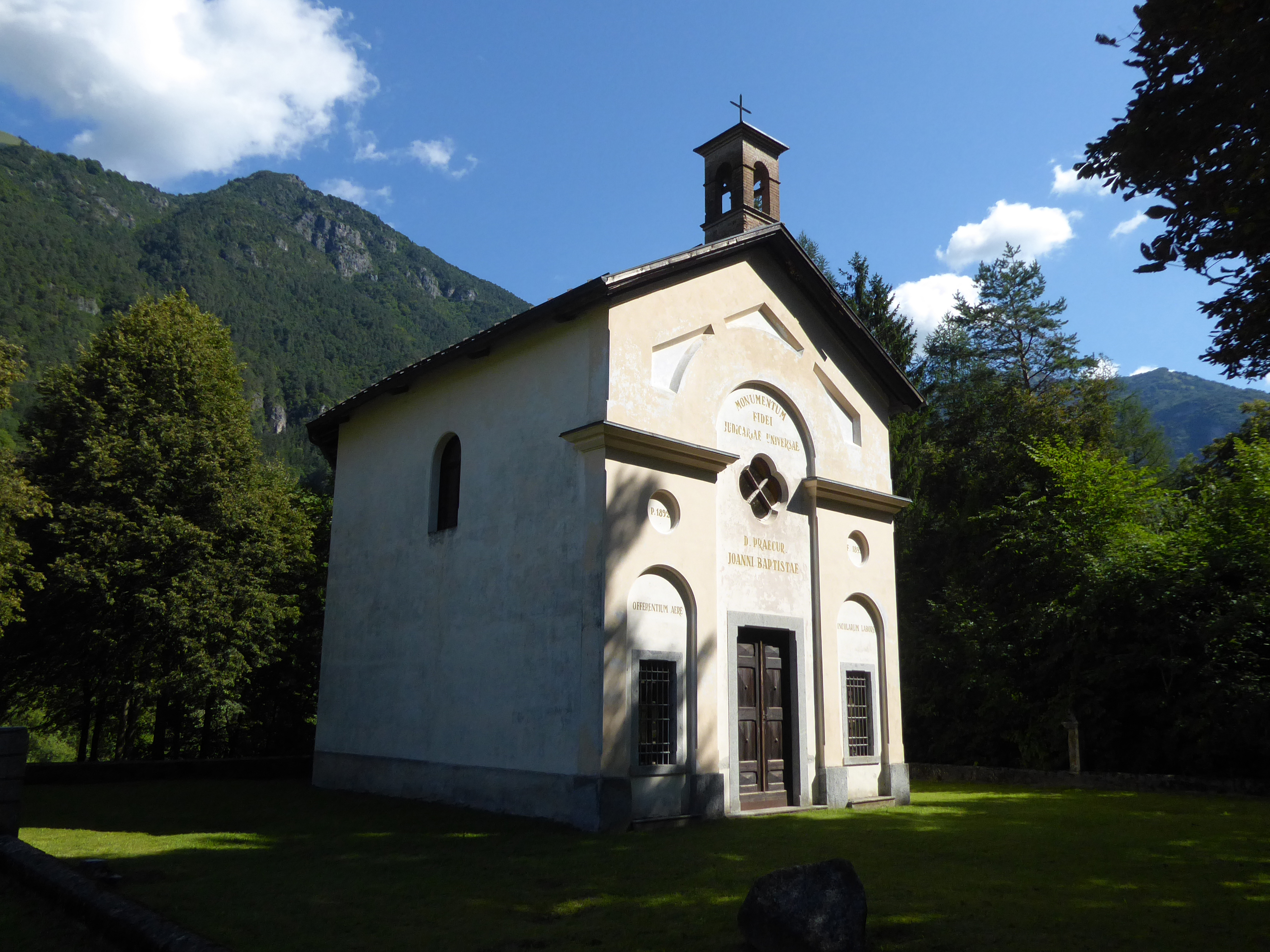
Vista dall'angolo sinistro

### Esterno
La chiesa si trova in una località isolata lungo la strada statale 237 del Caffaro, nel tratto compreso tra Saone (da cui dista 2,5 Km) e Ponte Arche; è circondata da un ampio prato, delimitato da un muretto.
L'edificio, orientato verso nord-ovest, è dotato di facciata a capanna, con tre arcate centinate rientranti; la centrale, maggiore, ospita il portale d'ingresso granitico e sopra di esso una finestra quadrilobata; le due laterali, più piccole, sono aperte da finestre rettangolari, e sormontate da oculi ciechi e da un cornicione sporgente. Anche nel timpano sono presenti tre cornici geometriche, incassate allo stesso modo.
Le pareti laterale sono dotate ciascuna di una finestra a monofora centinata, mentre l'abside, di forma poligonale, è priva di aperture. Sul lato destro della chiesa emerge il corpo della sagrestia, e sulla punta del tetto si eleva un piccolo campanile in mattoni, con cella campanaria a quattro monofore e copertura piramidale.

### Interno
L'interno della chiesa è a navata unica, pavimentato a battuto di cemento, con quattro lesene che distinguono l'ambiente principale, che è voltato a vela, dall'ingresso e dall'area immediatamente precedente l'arco santo, coperte invece da volta a botte; in controfacciata è presente una cantoria, e un cornicione plurimodanato percorre tutto il perimetro interno dell'edificio.
Il presbiterio è voltato a botte e rialzato di un gradino rispetto all'aula, ed è pavimentato con mattonelle in cemento bianche e rosse, disposte diagonalmente; al centro si trova l'altare verso il popolo, in granito (l'altare maggiore storico è stato distrutto), mentre sulla parete destra si trova un affresco staccato proveniente dalla vecchia chiesa, di epoca cinquecentesca e di scuola lombarda. La grande abside poligonale è coperta da una volta a tre spicchi, e ospita un'ancona a bassorilievo, realizzata da Luciano Carnessali in maiolica dipinta.